# Enki
Enki (sumeriană: DEN.KI(G)) este zeul apelor și al înțelepciunii în panteonul sumerian. Mai târziu a fost cunoscut în Babilon sub numele Ea, zeul babilonian al înțelepciunii și cunoașterii, creatorul primilor oameni, organizatorul și binefăcătorul omenirii, zeu al apelor, patron al abisului acvatic și al izvoarelor, protectorul tuturor îndeletnicirilor artizanale și al descântecelor, fiind considerat și vrăjitor, deoarece mesopotamienii credeau că omul a fost creat de el din argilă.
Cultul zeului Ea a fost ecompus după modelul zeului sumerian Enki, dar uneori era confundat cu Nudimmud sau chiar cu Oannes. Imaginat cu șuvite de apă, țâșnind din umeri, este adesea reprezentat antropomorfic. În Asiria devine un zeu pseudoihtiomorf, semănând cu un pește despicat, care îl înfășoară ca o manta cu gluga peste trupul de aspect omenesc, deși emblema cea mai frecventă era "capra-pește" - o capra cu coadă de pește. Era locuitor al "marelui abis", pe care asiro-babilonienii îl numeau apsu. Pământul era pentru ei un platou rotund, deasupra căruia stătea bolta cerească, pe care ei o credeau solidă. Deci omul traiă sub o semisferă goala și întregul sistem plutea pe apele marelui abis. 
În panteonul babilonian târziu, Ea (înțelepciunea maximă: eautu) împreună cu Anu (puterea legislativă: anutu) și Enlil (autoritatea executivă: ellilutu) constituiau triada divină. 
Înțelepciunea lui Ea este reflectată și în mintea înțelepților de dinainte de potop, care sunt consultați ori de câte ori universul este în impas. 
În ipostaza sa de protector al îndeletnicirilor artizanale, Ea este ajutat de trei maeștri divini: Ninildu (marele dulgher), Gushkinbanda (cel cu mâinile curate) și Ninigal. 
După reforma regelui babilonian Hammurabi, Ea începe să fie considerat tatăl noului zeu suprem Marduk. Conform unui mit de origine sumeriană, în calitatea sa complexă de patron al apelor, înțelepciunii, meșteșugarilor și al omenirii întregi, era adorat ca organizator multilateral al vieții și al activității terestre. Numărul său sacru era 40. 
Conform anumitor surse, vechii mesopotamieni, mai corect sumerieni, îl considerau pe Enki o ființă non-umană, nu un zeu în înțelesul pe care îl are termenul astăzi. Împreună cu fratele său Enlil, Enki conducea o comunitate enormă de asemenea ființe non-umane, denumite generic "annunaki". Aceste ființe erau pe pământ cu peste 100000 de mii de ani înaintea omului, pe care l-au creat prin mutații succesive suferite de o "maimuță", probabil Homo erectus (care trăia de peste 1 milion de ani pe Pământ inaintea venirii annunaki). Au transformat animalul Homo erectus într-o ființă rațională inițial cu scopul de a o utiliza ca animal de povară în minele lor și au exploatat-o fără milă zeci de mii de ani.